# Пертехнетат аммония
Пертехнетат аммония — неорганическое соединение, соль аммония и технециевой кислоты с формулой NH4TcO4, белые с розовым оттенком кристаллы, растворяются в воде.

## Получение
- Растворение оксида технеция(VII) в концентрированном растворе аммиака:

{\displaystyle {\mathsf {Tc_{2}O_{7}+2(NH_{3}\cdot H_{2}O)\ {\xrightarrow {}}\ 2NH_{4}TcO_{4}+H_{2}O}}}
- Растворение технециевой кислоты в концентрированном растворе аммиака:

{\displaystyle {\mathsf {HTcO_{4}+NH_{3}\cdot H_{2}O\ {\xrightarrow {}}\ NH_{4}TcO_{4}+H_{2}O}}}

## Физические свойства
Пертехнетат аммония образует белые с розовым оттенком кристаллы тетрагональной сингонии, параметры ячейки a = 0,5790 нм, c = 1,3310 нм.
При хранении кристаллы окрашиваются в зеленовато-голубой цвет вследствие радиоактивности.
Хорошо растворяется в воде с гидролизом по катиону.

## Химические свойства
- Разлагается при нагревании:

{\displaystyle {\mathsf {2NH_{4}TcO_{4}\ {\xrightarrow {700-800^{o}C}}\ 2TcO_{2}+N_{2}+4H_{2}O}}}
- Реагирует с концентрированной соляной кислотой:

{\displaystyle {\mathsf {2NH_{4}TcO_{4}+20HCl\ {\xrightarrow {100^{o}C}}\ 2H_{2}[TcCl_{6}]+3Cl_{2}\uparrow +2NH_{4}Cl+8H_{2}O}}}
- Восстанавливается водородом:

{\displaystyle {\mathsf {2NH_{4}TcO_{4}+4H_{2}\ {\xrightarrow {300-700^{o}C}}\ 2Tc+N_{2}+8H_{2}O}}}
- Реагирует с монооксидом углерода под давлением:

{\displaystyle {\mathsf {2NH_{4}TcO_{4}+17CO\ {\xrightarrow {240-250^{o}C,p}}\ Tc_{2}(CO)_{10}+7CO_{2}+2NH_{3}+H_{2}O}}}
- Восстанавливается калием (в этаноле) до комплексного гидрида:

{\displaystyle {\mathsf {NH_{4}TcO_{4}+18K+16CH_{3}CH_{2}OH\ {\xrightarrow {60-70^{o}C}}\ K_{2}[TcH_{9}]\downarrow +16CH_{3}CH_{2}OK+NH_{3}\uparrow +4H_{2}O}}}
- Реагирует с сероводородом в подкисленной среде:

{\displaystyle {\mathsf {2NH_{4}TcO_{4}+7H_{2}S+2HCl\ {\xrightarrow {}}\ Tc_{2}S_{7}\downarrow +2NH_{4}Cl+8H_{2}O}}}